# سیمکاخانه
سیمکاخانه نوعی پوشش که جزو مصالح سنتی به‌شمار نمی‌آید ولی از جهت اینکه در اکثر ابنیه جدید و بعضی از ابنیه سنتی منطقه کرانه جنوبی دریای خزر از این پوشش بام استفاده می‌شود، برخی خصوصیات آن چنین است:
روش اجرا همانند سایر نقاط کشور است و اغلب ورق آهن سفید بر روی سطح خرپا میخ می‌شود از خصوصیات خوب این نوع پوشش بام، سبکی بار مرده و سهولت و سرعت اجرا است. از لحاظ قیمت هم از بام سفالی ارزان تر و از گالی و تخته لت گران تر است.
از نقاط ضعف آن می‌توان از انتقال سریع حرارت و صدا نام برد، به دلیل آنکه تنها پوشش بین داخل و خارج فقط یک لایه نازک آهن است که به سرعت حرارت را انتقال می‌دهد. در تابستان زیر این شیروانی‌ها بسیار گرم و در زمستان بسیار سرد است و همچنین هر گونه سر و صدایی از خارج خصوصاً هنگام ریزش باران به داخل ساختمان انتقال پیدا می‌کند. مطلب دیگر اینکه به دلیل وجود عدم اتصالات محکم بین شیروانی و خرپا، در اثر وزش باد، اغلب این حلب‌ها کنده می‌شوند و همچنین صدای وزش باد در داخل بنا می‌پیچد. زنگ زدن این حلب‌ها از دیگر نقاط ضعف آنهاست.
در اینجا باید عنوان شود، در هنگام وقوع زلزله، هر چه سنگینی ساختمان در قسمت‌های پایین‌تر بنا باشد، یعنی مرکز ثقل در ارتفاع کمی باشد و بام به قسمت‌های فوقانی ساختمان سبک تر باشند، بهتر است و بنا بهتر می‌تواند در مقابل نیروی زلزله مقاومت. لذا در این رابطه، بام‌های شیروانی و گالی، یهتر از سفال عمل می‌کنند.